# 新井健一郎
新井 健一郎（あらい けんいちろう、1972年7月7日 - ）は、日本の男性プロレスラー。通称：アラケン。東京都練馬区出身。血液型O型。DRAGON GATE所属。

## 経歴
19歳でFMWの入門テストを受けるも不合格（同日に受けた合格者にはハヤブサ、ミスター雁之助など）にはなるが、そのままFMWが経営するプロレス学校に練習生として入る（1991年）。同期に中川浩二がいたが挫折し退所。次にW☆INGの入門テストを受けたものの不合格。警備や重労働作業のアルバイトで資金を作り、闘龍門の2期生としてメキシコへ渡る。1998年11月29日にメキシコにてデビュー。逆上陸当初は菅原文太似の顔立ちからトラック野郎キャラであったが次第に熱狂的な阪神タイガースファンであることの方がクローズアップされるようになる。正規軍に所属していたが成績不振で解散、その後は新M2K、ファイナルM2K、戸澤塾に所属。タイトル挑戦の機会を何度も与えられるも獲得には至らず、華やかさに欠けることも手伝いシングルプレイヤーとしては伸び悩んでおり、そのことをフロリダ・ブラザーズやストーカー市川にいじられたことも。一時期、市川のコスチュームで試合をするなどギャグ要員になったこともある。デビュー当初から一貫して坊主頭で2002年にはおそらくプロレス史上初の敗者髪伸ばしマッチを行い、これに勝利（対戦相手はペスカトーレ八木、現在のベーカリー八木）。強度の石頭を駆使した技を得意とする他、空中技にも対応している。
通称：アラケンが浸透され、試合でも実況解説では新井選手よりアラケン、アラケン選手と呼ばれることが多い。デビュー以降、リングネームを変えたことはない。
2006年12月28日の後楽園ホール大会にて戸澤塾への勧誘を受ける。それまで戸澤塾入りには難色を示していたが、戸澤アキラと岩佐卓典に秘密兵器として自らの母を送り込まれ、一時呆然状態に陥るも戸澤塾入りは保留した。
ところが2007年1月21日の神戸大会にて試合前のプロレス教室が終わった直後、戸澤塾が登場。すると新井はその背後から、元FINAL M2Kの元リーダーの望月成晃を襲撃。そして遂に念願?の戸澤塾入りを果たし、コスチュームを学ラン＆ボンタンに変更した。
6月には岩佐をパートナーにプロレスリング・ノアの鈴木鼓太郎とリッキー・マルビンの持つGHCジュニアタッグ王座に挑戦。惜しくもタイトル獲得はならなかったが、24分間を戦う大健闘を見せた。
その後、岩佐とのタッグである新岩で第1回Summer Adventure Tag Leagueベスト4進出、さらに9月22日、大田区体育館大会で斎藤了＆横須賀享の持つIJタッグ選手権に挑戦し勝利、王座獲得しタッグ戦線で頭角を現す。
しかし、10月12日、後楽園ホールで行われた土井成樹＆吉野正人IJタッグとオープン・ザ・ツインゲート王座統一戦に敗れ王座を失う。さらにパートナーの岩佐も腕を骨折し欠場になる。
11月18日、博多スターレーン大会で鈴木健想とシングルマッチで激突するも敗北。その後、堀口元気に戸澤塾の象徴であるボンタンを奪われてしまう。
2008年1月に岩佐が復帰し、堀口＆神田とのボンタン・コントラ・ボンタン&スパッツマッチに勝利しボンタンを取り戻す。（ちなみに新岩が敗れた場合は新井はフンドシになる予定だった。）
2月8日に後楽園ホール、岩佐をパートナーに土井吉の持つオープン・ザ・ツインゲート統一タッグ王座に挑戦し、勝利し2代目王者となり、雪辱に成功。
2008年に戸澤塾が解散。その後は、黒地の腰に小さく日の丸がプリントされたスパッツに変更。
2009年1月18日、Gammaとの敗者ユニット追放マッチに敗れた神田裕之を救出し、共闘を呼びかける。その後、Gammaを追放し（神田は追放されず）、REAL HAZARD入りし、ヒールターン。コスチュームも「ダメ人間」、「その日暮らし」、「世の中ズルイ奴が勝つ」と書かれた胸には青い日の丸の黒いつなぎに変更した（入場時にはガスマスクも装備している。）。
6月21日には、CIMAの持つオープン・ザ・ブレイブゲート王座にノーロープルールで挑戦し、一度はリングアウト勝ちするものの、反則絡みの裁定により、場外カウント＆反則なしの再試合が行われ、敗北。
2010年3月、REAL HAZARDの分裂により神田たちとディープ・ドランカーズを結成。
10月13日、WORLD-1との敗者解散タッグマッチで敗れディープ・ドランカーズは解散するが、WORLD-1を裏切った土井の策略で追放され、以後は一人でディープ・ドランカーズを名乗る
望月がジャンクション・スリーを結成するにも入らず、岩佐拓と再び新岩コンビを再び結成。
2012年3月17日、STYLE-E西調布大会にて竹田誠志を破り、STYLE-E無差別級王座を獲得。4月22日、大日本プロレス横浜大会にて初の有刺鉄線ボードデスマッチにて初のデスマッチデビュー
ディープドランカーズ解散後、本体の巡業にほぼ帯同しておらず、関東で試合がある場合や他団体にDRAGONGATEの選手として出撃する場合が多かったが、スペル・シーサーやK-ness.とウインドウズMGを結成。トライアングルゲート挑戦や、琴香とタッグマッチを行い存在感を見せ付けている。
本人曰く「試合に飢えている」とベルト戦線に名乗りや挑戦者を送り込み「戸澤ゼミナール（戸澤塾の事）以来の充実ぶり」と琴香とタッグを組んだりしている。また、本人曰く一番欲しかったというオープン・ザ・お笑いゲート王座も獲得した。
2016年、7月7日の後楽園ホール大会を最後にドラゴンゲートの試合に出場しなくなる。
2017年にはドラマ豆腐プロレスのプロレス指導を元同僚のミラノコレクションA.T.と共に務めるなどリング外での活動も行っている。WRESTLE-1では、ドランク・アンディとして出場しており、2018年5月より、マスクを脱ぎWRESTLE-1に参戦。
2018年、参戦していたWRESTLE-1を離れる。
2019年6月6日、ドラゴンゲート後楽園ホール大会に約3年ぶりに参戦。
2020年2月7日、後楽園ホール大会にてR・E・Dの持つオープン・ザ・トライアングルゲート王座に挑戦（パートナーはドラゴン・キッドと斎藤了）。試合中にファイヤーバード・スプラッシュの自爆により左肩を脱臼するアクシデントに見舞われるも、自ら阪神タイガー・スープレックスで3カウントを奪い約12年ぶりとなるトライアングル王座を獲得した。

## 得意技
阪神タイガー・スープレックス
クラッチは佐山式。本人が阪神ファンであることと、団体内に使用者が偶然いなかったため使い出す。ヒールターン後はほとんど使用しない。
ダイビング・ヘッドバット
フロントハイキック
こちらも団体内に使用者がいないため、新井の特徴の一つといえる。
落石注意
雪崩式チン・クラッシャー。ブレーンバスターのように向き合い、相手のあごの下に頭をもぐりこませ、相手の両手を相手の後頭部に固定したまま落下する。
追突注意
コーナーポストからのダイビング・ヘッドバットだが後ろ向きの状態から、両手を水平に上げ振り向くように落下する。
飛び出し注意
スワンダイブ式ダイビング・ヘッドバット。スキージャンパーのように「気をつけ」のような空中体勢を取る。真っ直ぐで美しい。
ファイヤーバード・スプラッシュ
闘龍門時代は必殺技として使用していたが、DRAGON GATEになってからは使われなくなった。しかし2007年9月22日に大田区体育館で行われたIJタッグ選手権で久々にこの技で王座を奪取した。大一番でしか使用しない奥の手である。
酒（水）しぶき
主に入場時のパフォーマンスとして使用する。また、毒霧のように相手の視界を奪ったり、土井成樹のプロテインパウダー攻撃を無効化したりと様々な用途で使用される。ヒールターン後は嫌がらせや相手の視界を奪う目的で使われることが多い。
（戸澤塾秘伝・）こきゅうやま
スワンダイブ式フット・スタンプ。最近はフィニッシュ・ホールドとして使用される回数が多い。戸澤塾解散後は、名称に戸澤塾秘伝がなくなる。
（戸澤塾秘伝・）くびやま
新井の使うツームストーン・パイルドライバーの名称。戸澤塾解散後は、名称に戸澤塾秘伝がなくなる。
戸澤塾秘伝・成人の儀式（with岩佐拓）
コーナートップに腰掛けた岩佐の肩に乗って行うダイビングヘッドバット。FinalM2K時代には雑技団式ヘッドバットの名で横須賀享の肩に乗って使用していた。
ビックリしたなぁ、もう!
新岩時代の岩佐とのツープラトン。新井にスープレックスをかけた相手を、岩佐が弓矢固めに捕らえ、着地した新井が捕らえられた相手にフットスタンプを仕掛ける。現在はタッグを解消したため、使用しなくなったが、2009年3月22日に行われたオープン・ザ・トライアングルゲート選手権試合 6人タッグ3WAYマッチにて、偶然、使用した。
ビール瓶攻撃
ヒールターン後に使用し始める。底の硬い部分で殴打するため、威力が非常に高い。2009年2月に行われたKAMIKAZEとの名古屋式イリミネーションマッチではキッドから3カウントを奪い最後に生き残り、5月15日のサバイバルイリミネーション3WAYマッチではCIMAを失神させた。ベビーフェイスに戻った後は使用しない。
ドリル・ア・ホール・パイルドライバー

## タイトル歴
DRAGON GATE
- オープン・ザ・ツインゲート王座
- オープン・ザ・トライアングルゲート王座
- オープン・ザ・お笑いゲート王座
- インターナショナルジュニアヘビー級タッグ王座

闘龍門JAPAN
- NWA世界ウェルター級王座
- UWA世界6人タッグ王座

STYLE-E
- STYLE-E無差別級王座

ガッツワールドプロレスリング
- GWC認定シングル王座
- GWC認定タッグ王座
- GWC認定6人タッグ王座

ASUKA PROJECT
- ASUKA PROJECT王座

プロレスリングFREEDOMS
- KING of FREEDOM WORLD TAG王座
- UWA世界ジュニアヘビー級王座

プロレスリングHEAT-UP
- HEAT-UPユニバーサル王座
- HEAT-UPユニバーサルタッグ王座
- パワフルタッグトーナメント優勝

シアタープロレス花鳥風月
- 風流人タッグ王座

ファイト・オブ・ザ・リング
- ラテンアメリカ王座
- UWAインターコンチネンタルタッグ王座

ちがさきプロレス
- ちがさきプロレス認定無差別級王座

天龍プロジェクト
- WAR世界6人タッグ王座
- インターナショナルジュニアタッグ王座

夢闘派プロレス
- 覇王

## エピソード
- 漫才日本一を決めるM-1グランプリに2008年出場したことがある。舞台上で受身を二回ほどとるというものだったらしい
- 実家は東京にある和菓子屋さん。母親は何回か闘龍門マットに上がっている。闘龍門Xの新井小一郎（現：のはしたろう）はギミック上の弟だったがDRAGON GATEとして闘龍門と袂を分かった後は立ち消えになるが、「武勇伝」で一夜限りの兄弟タッグ復活を果たした。
- 大鷲透との抗争中には「へのへの仮面」というへのへのもへじのマスクを被った新井っぽいレスラーが登場し、新井と交互に登場することで大鷲を攪乱した。
- マグナムTOKYOとのUDG王座戦では敗れはしたものの、マグナムから「闘将」の称号を与えられた。
- 阪神ファンであり、闘将の称号も星野仙一に由来する。優勝時には「阪神優勝記念スクワット」を練習生と共に行った。
- EL NUMERO UNOが開催されることになったのは、新井の提案によるものである。
- 2004年8月1日にはお台場とディファ有明のダブルヘッダーを行い、お台場の試合終了後、走ってディファに移動した。その際、ディファのモニターで新井の走る様子が中継された。
- 沢田研二のファンであり、全アルバムを保有している。
- お笑い芸人のBBゴローとは沢田研二ファンとして意気投合してから仲が良い。
- トレーニングは機械を使わず、自重式（腕立て伏せ、腹筋等）で行うらしい。
- FMWの同期にはお笑い芸人の鉄拳がいた。
- ヒール転向と同時に長年使用してきたスパッツ姿から黒いツナギへとコスチュームを変え（現在ではツナギの下にスパッツを着用と思われる）腕や足には「その日暮し」「ダメ人間」など卑屈な言葉が書かれていたが、現在では「満員御礼」「旅芸人」「俺たち最高」などの文字が書かれている。